# Citrus (Kalifornien)
Citrus ist ein census-designated place (CDP) im Nordwesten des Los Angeles County im US-Bundesstaat Kalifornien. Das U.S. Census Bureau hat bei der Volkszählung 2020 eine Einwohnerzahl von 10.243 ermittelt.

## Geographie
Citrus liegt im östlichen San Gabriel Valley am Fluss Big Dalton Wash, der die Siedlung nach Süden begrenzt. Der Foothill Freeway durchquert das besiedelte Gebiet zwischen Azusa und Glendora. 

## Geschichte
Die Siedlung wird als unincorporated community (tlw.: von Azusa) erst seit 1980 geführt. Die Grenzen zwischen Azusa, Citrus und Glendora sind wegen der dichten Besiedlung nicht unmittelbar erkennbar. 

### Bevölkerungsentwicklung
| Jahr      | 1980   | 1990  | 2000   | 2010   | 2020   |
| --------- | ------ | ----- | ------ | ------ | ------ |
| Einwohner | 12.450 | 9.481 | 10.581 | 10.866 | 10.243 |